# Burmagomphus sivalikensis
Burmagomphus sivalikensis је инсект из реда Odonata и фамилије Gomphidae. 

## Угроженост
Ова врста је крајње угрожена и у великој опасности од изумирања.

## Распрострањење
Врста је присутна у Индији.

## Станиште
Станиште врсте су слатководна подручја. 